# Eau sèche

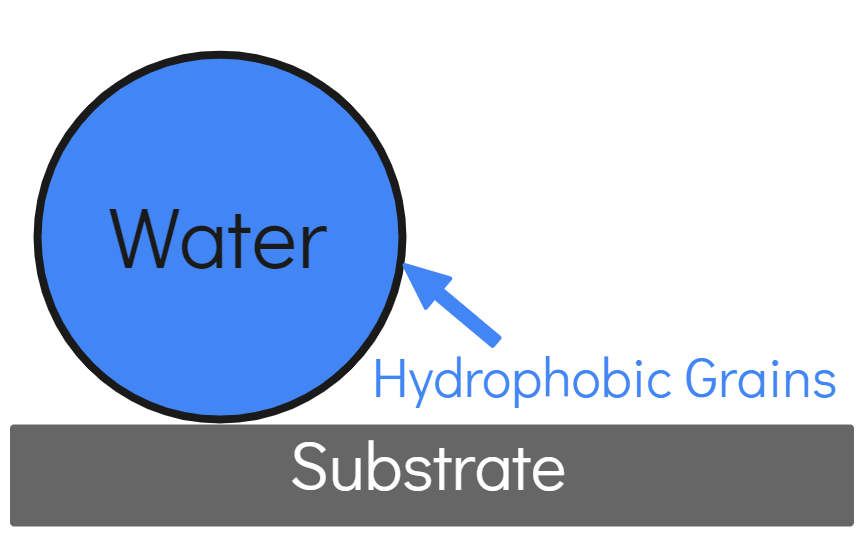
Goute d'eau entourée de grains hydrophobiques, permettant d'avoir de "l'eau sèche"

L'eau sèche est une substance se présentant comme une fine poudre blanche formée de gouttelettes d'eau enrobées d'une pellicule de silice. Elle est nommée ainsi car elle est constituée d'eau à 95 % mais ne mouille pas les surfaces avec lesquelles elle est en contact. Elle peut être produite en dispersant des nanoparticules de silice hydrophobe dans de l'eau à l'aide d'une tige d'agitation à 19 000 tours par minute pendant 90 secondes, ce qui enrobe complètement les gouttelettes.

## Découverte
Le concept a été breveté en 1968,. Un second brevet, utilisant une technique de production différente est publié en 1977. L'eau sèche a été étudiée en particulier pour son potentiel d'applications dans l'industrie des cosmétiques. La structure microscopique particulière de cette substance, redécouverte en 2001 à travers les travaux de Pascale Aussilous et David Quéré sur l'encapsulation de gouttelettes d'eau dans un matériau hydrophobe,,, lui confère des propriétés particulières en termes d'inertie et de viscosité.

## Propriétés et applications
Dans le milieu des années 2000, d'autres équipes reprennent ces travaux, au Royaume-Uni à l'université de Hull en 2006, et, plus récemment, à l'université de Liverpool, afin d'en explorer les applications potentielles.
Andrew Cooper et ses équipes ont ainsi montré en 2008 que le méthane est efficacement absorbé par l'eau sèche en formant un clathrate stable jusqu'à −70 °C à pression atmosphérique. Ceci permet d'envisager des modes de transport alternatifs du gaz naturel ainsi qu'un moyen de véhiculer des gaz explosifs en limitant les risques de détonations, les principaux points à résoudre pour une application industrielle à partir du procédé de production utilisé par les universités de Hull et de Liverpool étant alors la stabilité et la coalescence.
Ben Carter, travaillant avec Andrew Cooper, a par la suite présenté des travaux complémentaires lors du 240e colloque national de l'American Chemical Society qui s'est tenu à Boston du 22 au 26 août 2010. Très médiatisées, les perspectives présentées à cette occasion sont en effet prometteuses, notamment du point de vue de la protection de l'environnement. L'eau sèche pourrait ainsi permettre de développer des technologies efficaces de séquestration du dioxyde de carbone, le CO2 se liant trois fois plus abondamment à l'eau sèche qu'à l'eau naturelle ; étendu à l'ensemble des gaz à effet de serre, ce type de technologies pourrait jouer un rôle dans la lutte contre le réchauffement climatique.
L'eau sèche constituerait également un catalyseur efficace de la conversion, en présence d'hydrogène, de l'acide maléique en acide succinique, un composé organique au carrefour de nombreux procédés industriels.